# مايك باتون
مايك باتون (بالإنجليزية: Mike Patton) (و. 1968  م) هو مؤدي أصوات، ومغن ومؤلف، وعازف جاز، ومغني، وملحن أمريكي، ولد في إوريكا، هومبولدت، كاليفورنيا، شارك في الظلام (لعبة فيديو)، وبيونيك كوماندو، ولفت 4 ديد 2، ولفت 4 ديد، وبورتال، وThe Darkness II ‏.

## وصلات خارجية
- مايك باتون على موقع IMDb (الإنجليزية)
- مايك باتون على موقع روتن توميتوز (الإنجليزية)
- مايك باتون على موقع ألو سيني (الفرنسية)
- مايك باتون على موقع ميوزك برينز (الإنجليزية)
- مايك باتون على موقع أول موفي (الإنجليزية)
- مايك باتون على موقع قاعدة بيانات الأفلام السويدية (السويدية)
- مايك باتون على موقع إن إن دي بي (الإنجليزية)
- مايك باتون على موقع أول ميوزيك (الإنجليزية)
- مايك باتون على موقع ديسكوغز (الإنجليزية)
- مايك باتون على موقع قاعدة بيانات الفيلم (الإنجليزية)